# Crusaders

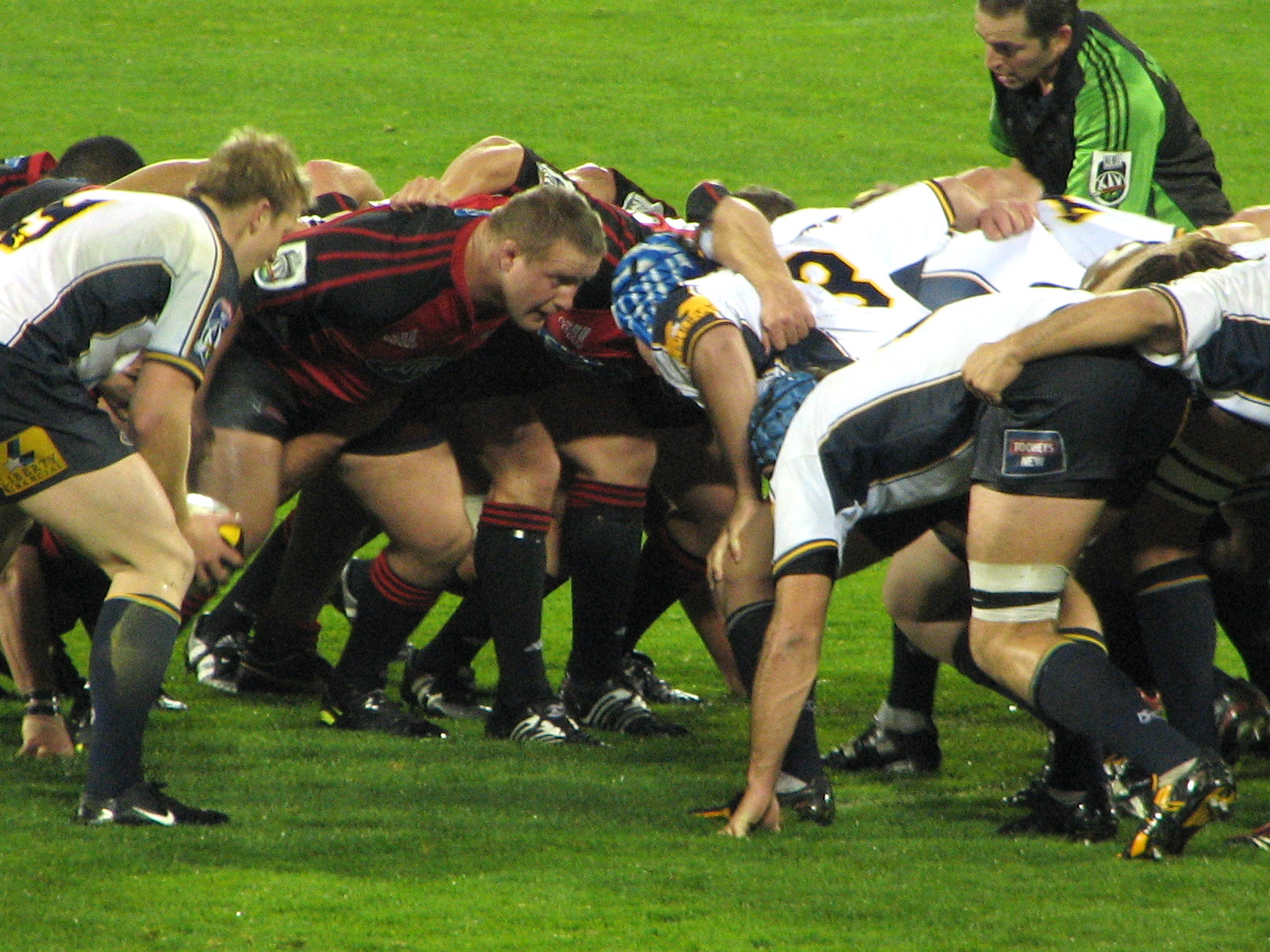
Mele dels Crusaders, contra els Brumbies, 2006

Els Crusaders (abans Canterbury Crusaders) són una franquícia de rugbi de Nova Zelanda, amb seu a Christchurch i que juga al Super 14. Aquest és l'equip de més èxit en aquesta competició. La franquícia és la Federació Provincial de Buller, Canterbury, Mid Canterbury, sud de Canterbury, Tasman i West Coast. Juguen des de 2012 al Rugby League Park des que el Lancaster Park fou malmès de manera irreparable pel Terratrèmol de Christchurch del febrer de 2011.